# Barcragujn chumb (2017/2018)
Rozgrywki Barcragujn chumb w sezonie 2017/18 były 26. w historii najwyższej klasy rozgrywkowej piłki nożnej w Armenii. Rozpoczęły się 6 sierpnia 2017 roku, a zakończyły się 20 maja 2018. W lidze wzięło udział 6 drużyn, te same co w sezonie wcześniejszym. Tytuł mistrzowski zdobył Alaszkert, a królem strzelców został Artak Jedigarian z tejże drużyny.

## Drużyny
| \| Uczestnicy poprzedniej edycji \| Uczestnicy poprzedniej edycji \| Uczestnicy poprzedniej edycji \| Uczestnicy poprzedniej edycji \| \| ------------------------------------------------------------------------------------------------------------- \| ----------------------------- \| ----------------------------- \| ----------------------------- \| \| ALA \| Alaszkert \| 1 \| \| \| GDZ \| Gandzasar Kapan \| 2 \| \| \| SZI \| Szirak Giumri \| 3 \| \| \| PIU \| Piunik Erywań \| 4 \| \| \| BAN \| Bananc Erywań \| 5 \| \| \| ARA \| Ararat Erywań \| 6 \| \| \| Oznaczenia: - kolumna pierwsza – skróty nazw drużyn, - kolumna trzecia – miejsce zajęte w poprzednim sezonie. \| \| \| \| | ALAARABANPIU Lokalizacja klubów grających w Barcragujn chumb (2017/2018) z Erywania | ALAARABANGDZPIUSZI Lokalizacja klubów grających w Barcragujn chumb (2017/2018) |
| Uczestnicy poprzedniej edycji |                                                                                     |                                                                                |
| ALA | Alaszkert                                                                           | 1                                                                              |
| GDZ | Gandzasar Kapan                                                                     | 2                                                                              |
| SZI | Szirak Giumri                                                                       | 3                                                                              |
| PIU | Piunik Erywań                                                                       | 4                                                                              |
| BAN | Bananc Erywań                                                                       | 5                                                                              |
| ARA | Ararat Erywań                                                                       | 6                                                                              |
| Oznaczenia: - kolumna pierwsza – skróty nazw drużyn, - kolumna trzecia – miejsce zajęte w poprzednim sezonie. |                                                                                     |                                                                                |

## Tabela
| Lp. | Drużyna              | M  | Z  | R  | P  | B+ | B- | +/– | Pkt | Kwalifikacja                                |
| --- | -------------------- | -- | -- | -- | -- | -- | -- | --- | --- | ------------------------------------------- |
| 1   | Alaszkert Erywań (M) | 30 | 14 | 8  | 8  | 44 | 31 | +13 | 50  | Liga Mistrzów UEFA • I runda kwalifikacyjna |
| 2   | Urartu Erywań        | 30 | 11 | 11 | 8  | 42 | 34 | +8  | 44  | Liga Europy UEFA • I runda kwalifikacyjna   |
| 3   | Gandzasar Kapan      | 30 | 11 | 10 | 9  | 43 | 34 | +9  | 43  | Liga Europy UEFA • I runda kwalifikacyjna   |
| 4   | Szirak Giumri        | 30 | 14 | 8  | 8  | 37 | 31 | +6  | 38  |                                             |
| 5   | Piunik Erywań        | 30 | 9  | 9  | 12 | 37 | 41 | −4  | 36  | Liga Europy UEFA • I runda kwalifikacyjna   |
| 6   | Ararat Erywań        | 30 | 5  | 6  | 19 | 33 | 65 | −32 | 21  |                                             |

1. ↑  Szirak Giumri zostało ukarane odjęciem 12 punktów w związku z podejrzeniem ustawiania meczów.
2. ↑  Gandzasar Kapan zakwalifikowało się do pierwszej rundy kwalifikacyjnej Ligi Europy UEFA poprzez wygranie Pucharu Armenii (2017/2018).

### Wyniki
| Gospodarz \ Gość | ALA | ARA | BAN | GAN | PYU | SHI |
| ---------------- | --- | --- | --- | --- | --- | --- |
| Alaszkert Erywań |     | 3–0 | 2–0 | 0–3 | 5–1 | 1–0 |
| Ararat Erywań    | 1–3 |     | 1–2 | 0–2 | 0–0 | 2–2 |
| Urartu Erywań    | 2–2 | 0–0 |     | 1–1 | 2–2 | 3–0 |
| Gandzasar Kapan  | 1–1 | 1–3 | 2–0 |     | 3–1 | 0–1 |
| Piunik Erywań    | 0–1 | 4–0 | 1–2 | 2–1 |     | 0–2 |
| Szirak Giumri    | 2–1 | 2–1 | 1–0 | 1–1 | 0–0 |     |

| Gospodarz \ Gość | ALA | ARA | BAN | GAN | PYU | SHI |
| ---------------- | --- | --- | --- | --- | --- | --- |
| Alaszkert Erywań |     | 2–0 | 2–2 | 0–1 | 1–0 | 0–1 |
| Ararat Erywań    | 2–3 |     | 2–3 | 1–0 | 0–1 | 0–2 |
| Urartu Erywań    | 2–2 | 2–0 |     | 1–1 | 1–1 | 3–0 |
| Gandzasar Kapan  | 1–0 | 2–0 | 2–2 |     | 1–0 | 2–2 |
| Piunik Erywań    | 3–1 | 3–3 | 2–0 | 0–0 |     | 3–2 |
| Szirak Giumri    | 0–1 | 0–1 | 0–1 | 2–1 | 2–0 |     |

| Gospodarz \ Gość | ALA | ARA | BAN | GAN | PYU | SHI |
| ---------------- | --- | --- | --- | --- | --- | --- |
| Alaszkert Erywań |     | 2–1 | 2–2 | 2–0 | 0–0 | 0–0 |
| Ararat Erywań    | 2–3 |     | 2–1 | 1–6 | 1–1 | 4–4 |
| Urartu Erywań    | 3–0 | 2–0 |     | 1–0 | 2–0 | 0–2 |
| Gandzasar Kapan  | 0–4 | 3–1 | 1–1 |     | 4–3 | 1–1 |
| Piunik Erywań    | 0–0 | 1–3 | 2–1 | 2–1 |     | 1–2 |
| Szirak Giumri    | 1–0 | 4–1 | 1–0 | 0–0 | 0–3 |     |